# Взрослая дочь молодого человека (спектакль)
«Взро́слая до́чь молодо́го челове́ка» — спектакль Анатолия Васильева по пьесе Виктора Славкина «Дочь стиляги», поставленный в 1979 году на сцене Московского драматического театра им. К. С. Станиславского. Премьера спектакля состоялась 26 апреля. По мнению театрального критика Натальи Казьминой, «именно „Взрослой дочери“ суждено было стать началом новой театральной революции»; как отмечает театровед Полина Богданова, «после спектаклей „Взрослая дочь молодого человека“ и „Серсо“ в Анатолии Васильеве увидели долгожданного лидера нового русского театра».

## Первый состав исполнителей
- Альберт Филозов — Бэмс
- Юрий Гребенщиков — Прокоп
- Эммануил Виторган — Ивченко
- Лидия Савченко — Люся
- Татьяна Майст — Элла
- Виктор Древицкий

## Сюжет
На встрече со студентами СПбГАТИ в зале Учебного театра на Моховой (7 сентября 2008) А.Филозов вспоминал:
«Ведущий: Что, в чём секрет этого спектакля? О чём он, расскажите, пожалуйста, молодым людям…
Альберт Филозов: Я думаю, что вот это сегодня особенно важно, потому что у нас искусство, к счастью, совершенно безыдейное, театральное. Вам не вколачивают гвозди и не говорят: вот так вот живите, вот так. Вам показывают — что-то: вам нравится и не нравится. А в наше время, в те годы, в 70-е, всё было шибко запрограммировано. И первый спектакль, который был совершенно асоциален, — это „Взрослая дочь молодого человека“. Обычно, когда что-то с героем случалось у нас в советской пьесе, то — это виноват кто-то: партийная организация, или комсомольская, или кто-то виноват, — только не он. И это первый спектакль, в котором сказали: ты сам виноват, ты сам — хозяин своей судьбы, никто другой. Ни правительство, ни партия, ни соседи, никто — только ты. И вместо того, чтоб конфликт был между моим героем, Бэмсом, и его однокурсником [Ивченко, — Э.Виторган], который сломал ему жизнь, — а он был стиляга, — вместо того, чтобы ругаться с ним, вдруг герой понимает сам, что он сделал и что он не сделал. И они вообще вместе… — с бывшим врагом, что ли, — они вместе думают про жизнь, какова она. И это самый точный взгляд вообще на жизнь и на себя. Тот, к которому мы сейчас пришли, к счастью. Сейчас никто уже никого, — а если обвиняет, то напрасно, думаю. Ваша жизнь зависит только от вас».

## История спектакля
В Театр Станиславского Анатолий Васильев был приглашён двумя годами ранее, в 1977 году, своим учителем А. А. Поповым в качестве «очередного режиссёра» и успел поставить в 1978 году на его сцене «Первый вариант „Вассы Железновой“», по Максиму Горькому.
Пьеса Виктора Славкина была передана Васильеву после ухода из театра собиравшегося работать с ней Иосифа Райхельгауза, утверждавшего в дальнейшем, что значительная роль в создании спектакля (в частности, распределение актёров по ролям) принадлежала ему; как отмечает Григорий Заславский, это вполне возможно, но «последующие театральные события лишь подтверждают авторство Васильева, который и развивает тогда уже найденные принципы „игрового театра“».
Как вспоминает Славкин, на репетициях Васильев говорил актёрам:

«Знаете, советскую пьесу везде ставят с пренебрежением. Шекспира ставят серьёзно, а советского автора… ну что он может написать? А мы будем ставить это как Шекспира. Мы будем работать с такой же серьёзностью и с таким же сложным разбором. С таким же изучением исторической обстановки. Мы должны изучить, например, как танцевали тридцать лет назад в Мытищах на танцплощадке клуба „Стеклоткань“».

По свидетельству саксофониста Алексея Козлова, спектакль «имел жуткий успех». По другим воспоминаниям,

«Однажды, взглянув с балкона в зал-кишку Театра Станиславского, я поняла, что, если сейчас случится пожар, то не спасётся никто (все проходы были заняты стульями). Ну что ж, зато погибнем мы как единомышленники».

## Интересные факты
- Как утверждает Алексей Козлов, при подготовке спектакля он «научил А. Филозова и других актёров играть джаз на рояле. Потому что Васильев был категорически против каких-либо „фанер“»[5].
- Несмотря на невероятную популярность «Вассы» и бурный зрительский успех «Взрослой дочери», в 1982 году А. Васильев изгоняется руководством из театра; за режиссёром благородно следуют актёры-единомышленники: Э. Виторган, А. Балтер, Ю. Гребенщиков, Л. Полякова, Б. Романов А. Филозов и др. — «Я беру тебя и еще 10 человек», — спасает Ю. П. Любимов, предоставивший актёрам и опальному Васильеву репетиционное помещение в Театре на Таганке — это время осталось запечатлено в фильме А. Васильева «Не идет».

## Экранизации
- Спектакль, снимавшийся Центральным телевидением в 1981—1982 годах, существует в двух авторских видеоверсиях. Первая, выпущенная в 1990, сохраняет оригинальное название. Позднейшая, смонтированная режиссёром в «двухсерийный фильм», зовётся — «Дорога на Чаттанугу» (1992): название, отсылая к песне «Поезд на Чаттанугу», которую распевают герои, может восприниматься в русле общей авторской рефлексии небезусловности и сомнительности «американского пути» как альтернативы бытийной интенции.

## Крылатые выражения
Меня бы сейчас спросили, чего я хочу. Ну, такое самое фантастическое, если б можно было… Вот так вот примоститься где-нибудь между двух нот, ну, например, в композиции Дюка Эллингтона «Настроение индиго». Пристроиться так, пригреться — и ничего не надо. До конца жизни — ничего не надо.
(Бэмс, — А. Филозов)

## Музыкальное оформление
- Гленн Миллер. Музыка из фильма «Серенада солнечной долины» (1941). — «Поезд на Чаттанугу» / «Chattanooga Choo Choo» (Мак Кордон / Гарри Уоррен / Лео Фейст), 1970
- Дюк Эллингтон. Забытый джаз[англ.]. — «Настроение индиго[англ.]» (Д.Эллингтон / Дж. Миллc / А.Бигард) — Коулмэн Хоукинс, Джонни Ходжес, Рэй Нэнс, Лоренс Браун, Гарри Карни, Аарон Белл, Сэм Вудъярд. 1962, август.

## Создатели спектакля
- Режиссёр: Анатолий Васильев
- Художник: Игорь Попов
- Балетмейстер: Геннадий Абрамов
- Музыкальный руководитель: Алексей Козлов
- Помощник режиссёра: Н. Телякевич
- Руководитель постановочной части: В. Корн
- Художники по свету: А. Кайе, Р. Шитикова
- Музыкальное оформление: Ю. Лаптенко
- Звукооператор: Р. Мухаев
- Костюмы выполнены Е. Тари-Вердь
- Заведующие костюмерным цехом: Е. Бранд, М. Чижкова
- Художники-гримеры: Л. Жукова, В. Роговице
- Заведующая реквизиторским цехом: Л. Зиновьева
- Художники-бутафоры: Ю. Вольский, Е. Кушнирова
- Художник-декоратор: А. Коссов
- Старшие машинисты сцены: В. Коротков, В. Дворянинов
- Декорации выполнены К. Адлером, М. Суселем, В. Урусовым, Е. Леоновой